# Abuenkpa
Abuenkpa (Abuempka, Abunkpa, Abonkwa) est un village du Cameroun situé dans la commune d'Ako. Il est rattaché au département du Donga-Mantung, région du Nord-Ouest.

## Géographie
Abuenkpa est situé à l’ouest du département, à la limite de la réserve de Mbembe, entre les villages de Ndaka et Akwenko. Il est séparé du village de Mbande par la rivière Mbԑɲa.

## Population
En 1970, il y avait 244 habitants.
Lors du recensement de la population en 2005, le Bureau central des recensements et des études de population (BUCREP) a recensé 683 habitants dont 321 hommes et 362 femmes à Abuenkpa.

## Système éducatif
Il y a une école primaire dans le village, la GS Abuenkpa.

## Réseau routier
Une route rurale reliant Akwenko à Ndaka passe par Abuenkpa.

## Plan de développement
Le plan communal de développement prévoit la construction d'une route de 6 km entre Abuenkpa et Mbande, l'installation d'une borne d'eau potable pour le village, la construction de deux salles de classe à la G.S Abuenkpa et d'une école d'enseignement secondaire, la création d'un centre de santé intégré, d'un marché et l'installation de 50 poubelles pour le village.